# Роккаспінальветі
Роккаспінальветі (італ. Roccaspinalveti) — муніципалітет в Італії, у регіоні Абруццо,  провінція К'єті.
Роккаспінальветі розташоване на відстані близько 165 км на схід від Рима, 105 км на південний схід від Л'Аквіли, 55 км на південний схід від К'єті.
Населення — 1372 особи (2014).

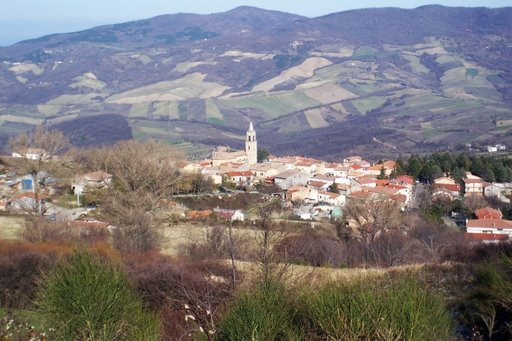

Щорічний фестиваль відбувається 11 липня. Покровитель — San Pio.

## Демографія
Населення за роками:

Станом на 1 січня 2023 року в муніципалітеті офіційно проживали 42 іноземці з 10 країн, серед них 24 громадяни країн Євросоюзу.

## Сусідні муніципалітети
- Карпінето-Сінелло
- Карункьо
- Кастільйоне-Мессер-Марино
- Фраїне
- Гуїльмі
- Монтаццолі